# كتيب ميرك
كتيبات ميرك هي كتب مراجع طبية أنشئت من قبل شركة الأدوية ميرك أند كو، وتغطي عدة أطياف من المواضيع الطبية، من ضمنها الاضطرابات، الفحوصات، التحاليل والأدوية، وكانت هذه المراجع بالأصل تصدر بشكل كتب ومن ثم تم تطويرها لتتحول إلى هيئات متعددة الوسائط عبر الإنترنت. تصاميم ثلاثية الأبعاد ورسوم كارتونية.
أول كتيب ميرك كان كتيب ميرك للمواد الطبية 1899 : كتاب مرجع صغير وقد أصبح آنذاك ذو استعمالٍ واسعٍ، وبحلول عام 1980 أصبح النص الطبي الأكثر مبيعًا في العالم، ومنذ ذلك الحين أنتجت عدة كتيبات طبية وطورت على نحوٍ نظامي، وكانت عناوينها هي:
كتيب ميرك للتشخيص والعلاج: ويسمى عادةً بكتيب ميرك وهو منحدر من كتيب 1899. كتيب ميرك هو كتاب صحة المنزل أصدر للمستهلك، طرح عام 1997، كتيب ميرك لأعراض المريض هو ملخصٌ صغيرٌ للأعراض لطلاب الطب، مساعدين الأطباء وأمثالهم 
كتيب ميرك للطب البيطري: طرح عام 1955 ويختص برعاية صحة الحيوانات، كتيب ميرك/ميريال لصحة الحيوانات الأليفة هو طبعة للمستخدم